# Боевая Гора
Боевая Гора — село в Соль-Илецком районе Оренбургской области России. Бывший административный центр Боевогорского сельсовета.

## География
Село расположено у места впадения реки Грязнушки в реку Елшанку.
В 0,7 км к юго-востоку от села находится гора Боевая, местная ландшафтная достопримечательность.
Расстояние до райцентра Соль-Илецка — 15 км, до облцентра Оренбурга — 58 км.

## Палеонтология
В районе села в отложениях раннего триасового периода (нижнеоленёкский подъярус) обнаружен ископаемый образец темноспондильной амфибии Wetlugasaurus.

## История
Село возникло на месте небольшого поселения Мёртвые Соли вследствие переселения в начале XX века, в период столыпинской реформы, крестьян центральных губерний России, украинцев Таврической губернии и немцев Поволжья.
Наименование «мёртвые соли» связано с выходами калийных солей в окрестностях села.
После кровопролитных боёв белоказаков атамана Дутова с Туркестанской армией красных в 1919 году село получило нынешнее название.
В 1962 году указом Президиума Верховного Совета РСФСР село Мёртвые Соли переименовано в Боевая Гора.

## Население
| 2010 |
| ---- |
| 653  |

## Достопримечательности
Памятник героям Гражданской войны (сооружён в 1968 году во дворе Боевогорской школы), памятник погибшим землякам в годы Великой Отечественной войны 1941—1945 гг. (сооружён в 1981 г.).